# Salomonsspoorkoekoek
De Salomonsspoorkoekoek (Centropus milo) is een vogel uit de familie Cuculidae (koekoeken).

## Verspreiding en leefgebied
Deze soort is endemisch op de Salomonseilanden, een eilandengroep in het westelijk deel van de Grote Oceaan ten oosten van Nieuw-Guinea en telt twee ondersoorten:
- C. m. albidiventris: de centrale Salomonseilanden.
- C. m. milo: Guadalcanal en de Florida-eilanden.